# Moewgli
Mohamed Rached Mohdhi, även känd under artistnamnet Moewgli, född 24 april 1998 i Upplands-Bro, Stockholms län, är en svensk före detta rappare med tunisisk bakgrund. Artistnamnet kommer från Djungelboken och huvudkaraktären Mowgli, då han fick namnet från sina vänner eftersom han enligt dem liknande karaktären.

## Biografi
I februari 2020 debuterade Moewgli tillsammans med 5iftyy med singeln "Problem". I samband med släppet skapade de två hiphopkollektivet Livet Leker Music.
I juli 2020 gästade Moewgli singeln "Pop Smoke" med Einár och 5iftyy som nådde en femte plats på Sverigetopplistan.
I början av 2022 avslutade Moewgli sin musikkarriär efter att han i ett inlägg på sin Instagramsida skrev att "musik är roligt" men att det inte är "mer än så".

## Kriminella handlingar och gängmedlemskap
I juli 2021 dömdes Mohdhi till ett år och tio månaders fängelse för grovt narkotikabrott, men  överklagade till hovrätten och frikändes senare. I samma mål dömdes hans kollektivkollega 5iftyy till två år och tio månaders fängelse för samma brott.
Mohdhi har av polisen kopplats till grov organiserad brottslighet och har pekats ut att vara i ledarskiktet av Bronätverket, som är nära allierade med nätverket Foxtrot.

## Diskografi

### Singlar
- 2020 – "Opps"
- 2020 – "Parkerad"
- 2021 – "Vaken"
- 2021 – "Tar allt"
- 2021 – "Live Fast" (med Louis)
- 2021 – "Jag Ser"

### Gästningar och inhopp
- 2020 – "Problem" (Moewgli & 5iftyy)
- 2020 – "Stay Strapped" (Moewgli & 5iftyy)
- 2020 – "Woah" (med Biggs)
- 2020 – "Pop Smoke" (med Einár och Moewgli)
- 2020 – "Luren Skakar" (med Einár och Moewgli)
- 2020 – "Goodnight" (Einár ft. Moewgli & 5iftyy)
- 2020 – "Kvar (Moewgli & 5iftyy)
- 2021 – "Kvar II, Pt.2" (Moewgli & 5iftyy)
- 2021 – "Dedikerade" (23, Einár, 5iftyy och Moewgli)
- 2021 – "Basketboll" (med Aki)
- 2021 – "BIKE" (med Ramme)
- 2022 – "The Town" (med Guleed)
- 2022 – "D.G.B.N" (med Greekazo)
- 2022 – "Sanningen" (med Louis)